# 山形大学医学部附属病院
山形大学医学部附属病院（やまがただいがくいがくぶふぞくびょういん）は、山形県山形市に位置する国立大学法人山形大学の附属大学病院。世界水準の高度先進医療の提供に向けた病院再整備が進行している。

## 沿革
1973年に当時の国の一県一医科大学構想に基づき山形大学医学部が設置され、その3年後の1976年5月10日、山形県の医療の中核病院として開院。当初は15診療科体制、320床でのスタートであった。「人間性豊かな信頼の医療」を基本理念とする。
1999年には、急性期の高度先進医療を担う附属病院の目的を達成するために、新たに救急部を設置。初代救急部長に嘉山孝正が就き、年間受入患者数が1998年段階の約220名から、2004年にはその約10倍に増加することとなった。2001年には黒字経営に転換。2005年度の国立大学での収益力ランキングで日本一となった。
他方で、2002年度には、日本医療機能評価機構の行う病院機能評価で、最高レベルの「バージョン4」の認定を受けた。同レベルの認定は、全国の大学病院で、京都大学医学部附属病院に次いで2番目である。さらに、2003年度にはISO9001も取得し、全国で初めて両方の評価認証を取得した病院となった。なお、2008年には、病院機能評価の認定期間満了に伴う更新審査で、やはり最高レベルの「バージョン5」の認定を受けている。
2005年には、各診療科に臓器別の診療科名を付与。また同年度から、
1. 患者中心の医療提供
2. 高度先進医療の提供
3. 教育研修機能の充実による医療水準の向上
4. 医療・療養・労働環境の改善、
5. 病院経営の健全化

の五点が整備計画の目標とされ、2007年度には病院再整備計画が文科省に認められ、HCU・臓器別疾患センターの設置、新病棟の建築、既存病棟の大改修など、再整備に向けた工事がスタート。2008年7月に新南病棟が完成。手術部はそれまでの約2倍、救急部は約5倍、ICU・HCUは約2.5倍の規模となった。また、多床室も6床から4床になり従来の1.5倍のスペースになったほか、看護師や医学生が実習や勉強をする部屋を1フロアで複数用意、看護控室も拡充された。その後、既存病棟の改修などに移った。
以上の整備計画とともに、「世界水準の高度先進医療を実践提供すること、とくに急性期を中心に推進すること」 を基本コンセプトとして、2020年3月から整備した重粒子線がん治療施設を用いて治療開始を予定していた。しかし、医学部は2019年3月に設置中の装置の不具合により、固定された角度から腫瘍に照射する治療は予定の2020年3月から同年8月にずれ込み、どの角度からも正確に照射できる回転ガントリーでの治療は同年9月から2021年2月に変更となると発表し。さらに、2019年12月17日、治療装置の冷却設備の能力が足りず、主要機器で改修が必要になったとして、治療の開始時期が遅れる可能性があると発表した。どの程度遅れるかは調査中だが、増強する機器の製作には最大4.5カ月かかるとされた。2021年2月25日、固定照射室で前立腺がんの重粒子線治療が開始され、8月からは回転ガントリー照射室での治療が始まる予定。

## 病床数
2008年現在で604床。内訳は以下の通り。
- 一般病床　564床
- 精神病床　 40床

## 診療科目

### 第一内科
- 循環器内科

循環器、ICDクリニック、ペースメーカークリニック、内科一般
- 呼吸器内科

呼吸器、内科一般
- 腎臓・膠原病内科

腎臓、膠原病、内科一般

### 第二内科
- 消化器内科

食道、胃、腸、肝臓、胆道、膵臓、内科一般

### 第三内科
- 神経内科

神経内科一般
- 糖尿病・代謝内分泌内科

糖尿病、内分泌、甲状腺、内科一般
- 血液内科

血液内科一般

### 小児科
- 小児科

循環器、血液、悪性腫瘍、代謝・内分泌、新生児、腎臓、神経・筋、発達障害、小児科一般

### 精神科
- 精神科

不眠・うつ、もの忘れ、こども・思春期、精神科一般

### 皮膚科
- 皮膚科

乾癬、アトピー性皮膚炎、脱毛症、白斑症、遺伝相談、皮膚科一般

### 放射線診断科
- 放射線診断科

放射線診断

### 放射線治療科
- 放射線治療科

放射線治療

### 第一外科
- 消化器・一般外科

食道、胃、十二指腸、小腸、結腸、直腸、肛門、肝臓、胆道、膵臓、外科一般
- 乳腺・甲状腺外科

乳腺・甲状腺

### 第二外科
- 心臓血管外科

心臓血管外科
- 小児心臓外科

小児心臓外科
- 呼吸器外科

呼吸器
- 小児外科

小児外科

### 脳神経外科
- 脳神経外科

腫瘍、頭部外傷、てんかん、小児、機能的脳神経、下垂体、脳神経外科一般
- 脳卒中科

脳卒中

### 整形外科
- 整形外科

四肢関節、脊髄、骨粗鬆症、スポーツ、リハビリ、外傷、整形外科一般
- 形成外科

形成外科一般

### 産婦人科
- 周産期科

産科
- 女性診療科

腫瘍、中高年（ナイスミディ）
- 生殖医学科

不妊・内分泌

### 眼科
- 眼科

糖尿病網膜症、黄斑疾患、眼腫瘍、結膜・角膜疾患、緑内障、ロービジョン、眼科一般

### 耳鼻咽喉科
- 耳鼻咽喉科・頭頸部外科

中耳・難聴・耳鳴・補聴器、めまい、顔面神経、頭頸部腫瘍、鼻アレルギー、音声言語、耳鼻咽喉科一般

### 泌尿器科
- 泌尿器科

結石、副腎、腎不全、腎移植、腫瘍、前立腺、不妊・奇形、神経因性膀胱、感染症、泌尿器科一般

### 麻酔科
- 麻酔科

ペインクリニック

### 歯科口腔外科
- 歯科口腔外科・顎顔面外科

顎口腔腫瘍、顎顔面腫瘍、顎関節腫瘍、顎変形症、歯牙移植、インプラント、顎顔面補綴、奇形

### 救急科
- 救急科（救急部）

救急診療一般

### 高次脳機能障害科
- 高次脳機能障害科

失語症、失行症、失認症、健忘症

### 腫瘍内科
- 腫瘍内科

がん化学療法

## 保険指定施設・公費負担医療機関等
- 保険医療機関
- 労災保険指定医療機関
- 更生医療指定医療機関
- 育成医療指定医療機関
- 精神通院医療指定医療機関
- 身体障害者福祉法指定医の配置されている医療機関
- 精神保健指定医の配置されている医療機関
- 生活保護法指定医療機関
- 指定養育医療機関
- 原子爆弾被害者医療指定医療機関
- 原子爆弾被害者一般疾病医療取扱医療機関

- 公害医療機関
- 母体保護法指定医の配置されている医療機関
- 特定機能病院
- 臨床研修指定病院
- 外国医師(歯科医師)臨床修練指定病院
- がん診療連携拠点病院
- エイズ治療拠点病院
- 特定疾患治療研究事業委託医療機関
- DPC対象病院
- 小児慢性特定疾患治療研究事業委託医療機関
- 不妊専門相談センター
- 地域周産期母子医療センター

## 認定専門医数
2008年10月現在の専門医数は以下の通りである。
- 整形外科専門医（（社）日本整形外科学会）	18
- 皮膚科専門医（（社）日本皮膚科学会）	4
- 麻酔科専門医（（社）日本麻酔科学会）	12
- 放射線科専門医（（社）日本医学放射線学会）	11
- 眼科専門医（（財）日本眼科学会）	10
- 産婦人科専門医（（社）日本産科婦人科学会）	14
- 耳鼻咽喉科専門医（（社）日本耳鼻咽喉科学会）	8
- 泌尿器科専門医（（社）日本泌尿器科学会）	9
- 形成外科専門医（（社）日本形成外科学会）	1
- 病理専門医（（社）日本病理学会）	2
- 総合内科専門医（（社）日本内科学会）	5
- 外科専門医（（社）日本外科学会）	13
- 糖尿病専門医（（社）日本糖尿病学会）	4
- 肝臓専門医（（社）日本肝臓学会）	5
- 感染症専門医（（社）日本感染症学会）	1
- 救急科専門医（有限責任中間法人日本救急医学会）	2
- 血液専門医（（社）日本血液学会）	3
- 循環器専門医（（社）日本循環器学会）	4
- 呼吸器専門医（（社）日本呼吸器学会）	2
- 消化器病専門医（（財）日本消化器病学会）	14
- 腎臓専門医（（社）日本腎臓学会）	2

- 小児科専門医（（社）日本小児科学会）	15
- 口腔外科専門医（（社）日本口腔外科学会）	2
- 内分泌代謝科専門医（（社）日本内分泌学会）	4
- 消化器外科専門医（一般社団法人日本消化器外科学会）	3
- 細胞診専門医（特定非営利活動法人日本臨床細胞学会）	1
- 透析専門医（（社）日本透析医学会）	2
- 脳神経外科専門医（（社）日本脳神経外科学会）	9
- リハビリテーション科専門医（（社）日本リハビリテーション医学会）	2
- 老年病専門医（（社）日本老年医学会）	1
- 心臓血管外科専門医（特定非営利活動法人日本胸部外科学会）	3
- 心臓血管外科専門医（特定非営利活動法人日本血管外科学会）	3
- 心臓血管外科専門医（特定非営利活動法人日本心臓血管外科学会）	3
- 呼吸器外科専門医（特定非営利活動法人日本胸部外科学会）	3
- 呼吸器外科専門医（特定非営利活動法人日本呼吸器外科学会）	3
- 消化器内視鏡専門医（（社）日本消化器内視鏡学会）	14
- 小児外科専門医（特定非営利活動法人日本小児外科学会）	1
- 神経内科専門医（有限責任中間法人日本神経学会）	9
- リウマチ専門医（有限責任中間法人日本リウマチ学会）	5
- 乳腺専門医（有限責任中間法人日本乳癌学会）	1
- 臨床遺伝専門医（有限責任中間法人日本人類遺伝学会）	3
- 核医学専門医（有限責任中間法人日本核医学会）	1

## 診療態勢・病院運営上の特徴

### 時間外診療特別料金の導入
2008年6月より、国立大学病院の先陣を切って時間外診療特別料金（8,400円）の徴収を実施している。市中の病院の中でも大学病院は高度な3次救急を担う病院として位置づけられているが（特定機能病院）、2007年度実績では、軽症患者が救急患者全体に占める割合が約8割を占めており、救急医療スタッフの負担を重くするとともに、診療に支障が生じていたため、「重症患者が適切な救急医療を受ける権利を守る姿勢を示す」 ために特別料金が導入された。この結果、2008年6～12月までの軽傷患者数は3,156名となり、前年同月比で26％の減少、徴収率は3.9%となり一定の効果をあげている。
なお、徴収除外の判断基準は以下のように定められている。
1. 紹介状により緊急受診の必要があると明記されている者
2. 緊急の処置が必要な者
3. 外来で死亡した者
4. 入院の必要がある者
5. 経過観察の必要な者
6. その他外来受診が必要と認められた者
7. 診療科ごとの独自の判断基準に基づく者

### 産科医への「分娩リスク手当」
深刻化している産科医不足を背景として、産科医の勤務意欲を高めることを狙いとして、2008年6月12日、分娩に従事する医師に対して一律に特別手当を支払う「分娩リスク手当」を創設した。現在、一件の分娩業務につき2万円が支給されている（2名の医師が携わる場合は各1万円、3名の場合は各7,000円）。勤務時間の内外を問わず分娩業務に手当を支給するのは大学病院としては東北で初、全国でも3番目のケースとなった。

## 交通アクセス
- 山交バス（山大附属病院方面、東海大山形高行）「大学病院」下車（山交ビルから約15分）[13]
- 山交バス（蔵王・上山方面）「大学病院口」下車（山交ビルから約11分）[13]
- 山交バス 仙台 - 上山線（高速バスで2021年10月1日から「大学病院口」バス停を経由）[14]

## 不祥事・医療ミス・医療事故
- 2015年9月、炎症性の腸の病気で入院した患者から内視鏡検査で腸内の炎症がない部位に5ミリと1センチの2つの腫瘍が見つかった。その後の病理検査で腫瘍にがん細胞が含まれているとわかったが、主治医らがこの結果を確認していなかった。患者は結果を知らされず、約1ヵ月後に退院。2019年8月に別の病気で再入院した際の検査で、腫瘍が進行がんになっていることがわかり、病院がカルテを確認したところ、4年前の検査結果が放置されていたことが発覚した[15]。

## 関連病院
山形大学関連病院会 に加入している病院は以下の通りである（2008年現在）。

### 山形県内
- 国立病院機構山形病院
- 国立病院機構米沢病院
- 山形県立河北病院
- 山形県立総合療育訓練センター
- 山形県立新庄病院
- 山形県立鶴岡病院
- 山形県立中央病院
- 日本海総合病院
- 日本海総合病院酒田医療センター
- 寒河江市立病院
- 鶴岡市立荘内病院
- 天童市民病院
- 山形市立病院済生館
- 米沢市立病院
- 朝日町立病院
- 小国町立病院
- 町立金山診療所
- 白鷹町立病院
- 公立高畠病院
- 西川町立病院
- 町立真室川病院
- 最上町立最上病院
- 酒田市立八幡病院
- 公立置賜総合病院

- 秋野病院
- 尾花沢病院
- 小原病院
- 小白川至誠堂病院
- 佐藤病院
- 三友堂病院
- 至誠堂総合病院
- 篠田総合病院
- 新庄明和病院
- 千歳篠田病院
- 天童温泉篠田病院
- 鶴岡協立病院
- 東北中央病院
- 二本松会上山病院
- 山形さくら町病院
- 舟山病院
- みゆき会病院
- 山形済生病院
- 山形厚生病院
- 矢吹病院
- 横山病院
- 吉岡病院
- 若宮病院
- 吉川記念病院
- 庄内余目病院

### 山形県外
- 岩手県立千厩病院
- 石巻赤十字病院
- 泉整形外科病院
- 仙台社会保険病院
- 仙台徳洲会病院
- みやぎ県南中核病院
- 会津西病院
- 大町病院
- 太田西ノ内病院
- 呉羽総合病院
- 坪井病院
- 鳴瀬病院
- 枡記念病院
- 池田脳神経外科病院
- 埼玉県立循環器・呼吸器病センター
- 埼玉協同病院
- 木戸病院
- 立川綜合病院